# Helmontia
Helmontia es un género con cuatro especies de plantas con flores perteneciente a la familia Cucurbitaceae. 

## Especies seleccionadas
| - Helmontia cardiophylla - Helmontia leptantha - Helmontia simplicifolia - Helmontia trujilloi |